# 大直街 (哈尔滨)
大直街是黑龙江省哈尔滨市的一条马路，横穿南岗区。

## 历史
道路于1899年开始修建，通车后因道路笔直宽阔，故被命名为大直街，俄語稱 Большой Проспект。后以红军街为界，分为东大直街和西大直街两部分。后道路后经多次拓宽，形成现在规模。

## 沿线设施
(由东至西)
- 极乐寺
- 哈尔滨市穆斯林医院
- 哈尔滨医科大学附属第一医院
- 秋林公司
- 哈尔滨电影院
- 北方剧场
- 哈尔滨铁路局
- 哈尔滨工业大学
- 清滨公园